# Club Deportivo Marquense
El Club Deportivo Marquense es un club de fútbol de Guatemala del departamento de San Marcos. Fue fundado en abril de 1958 y actualmente juega en la Liga Nacional de Fútbol de Guatemala. Disputa sus partidos como local en el Estadio Marquesa de la Ensenada que tiene una capacidad para 11 000 espectadores y se encuentra ubicado en el municipio de San Marcos, siendo uno de los estadios más emblemáticos de Guatemala. Sus máximos logros son haber sido subcampeón de liga nacional en dos oportunidades en los Torneos Clausura de 2006 y 2007 respectivamente, un tercer lugar en la Copa Interclubes de la UNCAF, subcampeón de la Primera División de Guatemala Apertura 2019, campeón de la Primera División de Guatemala Apertura 2021.

## Historia

### Fundación
El club fue fundado en 1 de abril de 1958 por Mario Monterroso Mirón y Luis Emilio Anzueto junto con un grupo de vecinos de la cabecera departamental de San Marcos y San Pedro Sacatepéquez en decisión para formar un equipo de fútbol para representar a la ciudad. La primera aparición del equipo se dio en un Torneo departamental disputado en 1960 junto a selecciones de Huehuetenango, Quiché, Sololá y Totonicapán.

### Ascensos
Consiguió su ascenso a la Liga Nacional el 4 de junio del 2000 contra el equipo de Sacachispas, en un partido de repechaje de ida y vuelta. En el partido de vuelta se alargó hasta la ronda de penales debido a que en el global habían quedado empatados y Marquense se quedó con la victoria, "Lacho" González anotó el penalti de la victoria.
Su tercer ascenso a la Liga Nacional lo consiguió el 18 de mayo del 2024 al eliminar al Deportivo Suchitepéquez en las semifinales del Torneo Clausura 2024 de la Primera División de Guatemala. Una serie que iniciaría con una victoria de Marquense en el Marquesa de la Ensenada por 1-0 con un gol de Frank de León el 12 de mayo. En la vuelta en el Estadio Carlos Salazar Hijo, Suchitepéquez obtendría una victoria de 3-2, lo que obligaría a que la serie se definiera en la tanda de penales, allí los felinos conseguirían la victoria por 5-3; el tanto final lo realizó Anderson Villagrán. Marquense al ya haber llegado a la final en el torneo apertura, consiguió su boleto directo a la Liga Nacional por alcanzar nuevamente la final.

### Primer Descenso y regreso a la máxima categoría
En 1966 el equipo desciende hasta la Segunda División y permanece ahí hasta los años 90s cuando logra el ascenso a la Primera División. Luego de varias décadas de permanecer en las ligas inferiores el equipo regresa la Liga Nacional en junio de 2000.

### Finales
En el Torneo Clausura de 2006, el club logra llegar a su primera final contra el Club Social y Deportivo Municipal, la cual pierde. Con esto califica al torneo Copa Interclubes de la UNCAF logrando el tercer puesto al vencer al Club Deportivo Victoria de Honduras y consigue su calificación a la Copa de Campeones de la Concacaf 2007, por primera vez en su historia.
En este torneo llega a cuartos de final enfrentando al entonces campeón de la Copa Conmebol Sudamericana en esa ocasión Pachuca C.F., quien gana la serie por marcador global de 3-0.
En el 2007 vuelve a llegar a la final de Torneo Clausura esta vez contra el club Xelajú MC, siendo esta la primera vez que la disputaban dos equipos departamentales. En el encuentro de ida el equipo de Marquense gana por un gol a cero, pero en el partido de vuelta el equipo de Quetzaltenango remonta el marcador por cuatro goles a uno.
Subcampeón en la liga primera división en el torneo apertura 2019, perdiendo la final ante el Deportivo Achuapa por 4-2 en el global.
Subcampeón de la Primera División en el Torneo Apertura 2023 perdiendo la final ante Juventud Pinulteca por 3-2 en el global.

### Segundo descenso
En el 2018 el equipo desciende hasta la Primera División tras los malos resultados y mala administración económica, incluyendo la derrota de visita 2-0 ante el Deportivo Guastatoya, acabando con 18 años de participación en la Liga Mayor.

### Títulos
En el Torneo Apertura 2021 el equipo consiguió el 50% de ascenso a la Liga Nacional y luego de empatar por 1-1 por global ante el Deportivo Mixco, se coronó campeón en el Estadio Marquesa de la Ensenada frente al cuadro mixqueño en una reñida definición por penales por 4-3, y de esa manera consigue para todo el pueblo de San Marcos su primer título en torneos cortos el 11 de diciembre del 2021.
En el Torneo Clausura 2024, un Marquense ya ascendido, venció en el global 2-0 a Juventud Copalera y se coronó por segunda vez campeón del torneo de ascenso guatemalteco el 2 de junio del 2024.

### Permanencia en medio de la polemica
Los leones estaban descendidos nuevamente a Primera Division debido a 39 puntos del acumulado, sin embargo, lo que mancho la temporada fue el caso del jugador Ramiro Rocca quien fue fichado en tres distintos equipos, teniendo como resultado la perdida de los tres puntos en la mesa contra Xinabajul-Huehue, sin embargo, en la tarde del 16 de mayo de 2025, el Tribunal de Arbitraje Nacional fallo en favor de los leones devolviendo los puntos y el resultado de 2-0 en favor de los leones, teniendo de resultado otro año más de permanencia en la Liga Nacional.

## Rivalidades
- Deportivo San Pedro: es uno de los rivales del equipo de los leones, el cual protagoniza el llamado Clásico de San Marcos, tanto así que este duelo tiene su historia tanto deportiva como territorial.

- Xelaju Mario Camposeco: es otro de los rivales del equipo de los leones, el cual protagoniza el llamado Clásico del Occidente, cuyo enfrentamiento en la final del Torneo Clausura 2007 definió el título por primera vez entre equipos departamentales, saliendo vencedor el equipo quetzalteco.

## Alianzas
- Deportivo Malacateco: gracias al aporte del empresario Rolando Pineda Lam, en ese entonces presidente de la institución de San Marcos, ambos protagonizan el llamado "Clasico de la Amistad", gracias a esas aportaciones, nació esa fraternidad entre equipos del mismo departamento.

## Presidentes

### Listado de presidentes
| Período     | Presidente                  |                      |
| ----------- | --------------------------- | -------------------- |
| 2010        | Oscar Leonel Barrios Flores |                      |
| 2010 - 2013 | Edgar Rolando Pineda Lam    |                      |
| 2017 - 2018 | Luis de León                | Lic. Juan José Pérez |
| 2018 - 2020 | Hugo Danny Salazar Rodas    |                      |
| 2021 - 2023 | Ing. Hernán Maldonado       |                      |
|             |                             |                      |
| 2023 - 2024 | Arq. Rocael Barrios         |                      |
| 2024 - Act. | Werner Godínez              |                      |

## Uniforme
- Uniforme titular: Camiseta amarilla, pantalón rojo, medias rojas.
- Uniforme alternativo: Camiseta verde, pantalón verde, medias verdes.

## Estadio
Fue fundado el 20 de noviembre de 1952, se encuentra ubicado en el departamento de San Marcos, cuenta con una capacidad para albergar a 11 000 espectadores y posee iluminación.

## Datos del club
- Mayor goleada conseguida:
  - En campeonatos nacionales: 4 - 0 a Xelaju MC.
  - En torneos internacionales: 3 - 0 a CD Vida (Copa de la Uncaf 2006).
- Mayor goleada encajada:
  - En campeonatos nacionales: 7 - 0 de Deportivo Suchitepéquez (Liga 1966).
  - En torneos internacionales: 2 - 0 de Pachuca CF (Copa de Campeones de la Concacaf 2007) .
- Mejor puesto en la liga: 1° (Torneo apertura 2011 y 2012).[6][7]
- Máximo goleador: Jonny Brown (más de 79 goles).

- Portero menos goleado: Ricardo Jerez

## Jugadores

### Plantilla 2024/2025
- Los equipos de la Liga Nacional están limitados a tener en la plantilla un máximo de cinco jugadores extranjeros. La lista incluye solo la principal nacionalidad de cada jugador, algunos de los jugadores no guatemaltecos tienen doble nacionalidad:

## Palmarés

### Torneos Nacionales
- Subcampeón de la Liga Nacional de Guatemala: (Clausura 2006)
- Subcampeón de la Liga Nacional de Guatemala: (Clausura 2007)
- Campeón de la Primera División de Guatemala: (Apertura 2021)
- Campeón de la Primera División de Guatemala: (Clausura 2024)
- Subcampeón de la Primera División de Guatemala: (Apertura 2019)
- Subcampeón de la Primera División de Guatemala: (Apertura 2023)

### Torneos internacionales
- 3.er Lugar Copa Interclubes UNCAF 2006